# Скрябины
Скрябины — два нетитулованных боярских (Морозовы; Травины) и несколько нетитулованных древних российских дворянских родов разного происхождения.
Определением Правительствующего Сената (15 декабря 1875), полковник Никифор Иванович Скрябин, по полученному им (1866) настоящему чину, признан в потомственном дворянстве, с правом на внесение во вторую часть дворянской родословной книги, вместе с сыновьями: капитаном Василием и титулярным советником Николаем и дочерью Мариамной, которым и выданы свидетельства о дворянстве. Копия с вышеписанного Высочайше утверждённого герба (22 мая 1879), выдана полковнику Скрябину.
Один из дворянских родов с фамилией Скрябин происходит от Сокур-бея (родившегося в конце XIV века), что в переводе с татарского языка — «слепой бей».

## Этимология
В основе данной фамилии лежит старинное русское прозвание — Скряба. Скряба (иногда «Шкряба» или «Шкраба»), означает — скрести, чесать, или «шкрабать» что-либо. Подобное прозвище даётся чистоплотному человеку, который любит приводить всё в порядок. «Скрябка» или «скребница» — разновидность щётки для чистки лошади; чесалка для шерсти и хлопка; небольшая треугольная лопаточка для соскабливания льда. Если человек делал эти виды работ с особой тщательностью и скрупулёзностью, то окружающие люди звали его Скрябой.

Широко распространена эта фамилия в Костромской, Симбирской, Самарской, Пензенской губерниях. В начале XX века более 500 Скрябиных насчитывалось в Вохминском уезде Костромской губернии, 300 человек — в селе Русская Бектяшка на реке Волга, ниже города Симбирска. Практически, все они были бывшими крепостными крестьянами, получившими одновременно с «вольницей» фамилию своего барина или помещика. Львиная доля современных носителей этой фамилии никакого отношения к боярам и дворянам Скрябиным не имеют.

## Описание герба
В чёрном щите золотой столб. По его обеим сторонам, друг против друга два золотых изогнутых меча.
Щит увенчан дворянским коронованным шлемом. Нашлемник: два золотых, накрест положенных изогнутых меча. Намёт: чёрный с золотом. Герб Скрябина внесен в Часть 13 Общего гербовника дворянских родов Всероссийской империи, стр. 138.
Примечание: Относительно родового герба Скрябиных в «Известиях Тамбовской учёной архивной комиссии». указано: «Скрябины значатся в Боярских книгах, а герб их в Общем Гербовнике, часть XIII», следовательно, владельцами герба Скрябиных, кроме потомков известного генерала — майора Никифора Ивановича Скрябина, являются, в равной мере, ещё и потомки перечисленные в Боярских книгах.

## История
Боярский род Скрябиных (Рюриковичей) с XV—XVI веков постепенно разделился на несколько ветвей (Московская, Новгородская, Суздальская, Костромская, Пензенско — Белгородская, Ярославско — Верейская, Галичско — Арзамасская, Калужская и др.). Происходят они от новгородского помещика Фёдора Тимофеевича Скрябина (из рода Травиных). Наиболее подробно изучена Галичско-Арзамасская и Калужская ветви.
Основатель Галичско-Арзамасской ветви — «галичский сын боярский» Матвей Иванович Скрябин, во второй половине XVI века записан, как сын боярский в десятнях по городу Галичу (Костромской губернии) и по указу (апрель 1596) царя и великого князя Фёдора Иоанновича вёрстан поместным окладом «по 100 четвертей» в Галичском уезде. Это поместье в усадьбе Савинской Пемского стана Галичского уезда и сохраняется за его сыном — Иваном Матвеевичем, внуком — Мироном (прозвище «Танаш» или «Танат») Ивановичем и последующими представителями рода, согласно родословной росписи. Прапраправнук Скрябина Танаша (Мирона) Ивановича — Иван Иванович Скрябин переехал в Москву, где служил в Ревизион — Коллегии, получил Грамоту на дворянство (№ 605, 30 октября 1794) от Императрицы Екатерины II, на основании которой возведен в потомственное дворянство и записан с потомством в шестую часть Дворянской родословной книги (далее — ДРК) Московской губернии. Все представители рода заносились в ту же (шестую) часть ДРК.
Все они были крупными землевладельцами Галичского уезда (Костромской губернии), до тех пор пока их потомки не переехали в конце XVIII — начале XIX веков на государственную службу в Москву и другие города.
Внук Ивана Ивановича — Александр Петрович Скрябин, коллежский асессор, кавалер ордена Св. Владимира 4-й степени (22.09.1848), вместе со своим потомством вписывается ещё и в третью часть ДРК Калужской губернии. Он владел поместьями в Калужской и Рязанской губерниях. Его сын Пётр — капитан, служил Мировым судьёй (есть потомство).
Другой внук Ивана Ивановича — Павел Петрович (2-й) Скрябин (было два Павла) служил священником в нескольких приходах Воронежской епархии (середина XIX в.).
Получил наибольшую известность один из правнуков Ивана Ивановича — генерал — майор Генерального Штаба, военный писатель, кавалер многих орденов, Михаил Павлович Скрябин (20.05.1836 — 21.03.1888). Сын Пётр, кавалер многих орденов, действительный статский советник (1912), служил главным бухгалтером Центральной бухгалтерии Государственного Контроля, проживал с семьёй в Санкт-Петербурге.
Двоюродный брат предыдущего — Скрябин Владимир Павлович (1854—1921) служил главным бухгалтером у крупного сановника, камергера императорского двора, графа Сергея Владимировича Орлова-Давыдова и проживал с женой Александрой Николаевной, детьми и престарелой матерью в собственном двухэтажном доме в центре города Орла, после революции работал директором совхоза (1917-1921). Его дети (в том числе и дочь Антонина Владимировна Скрябина) в начале XX века уехали в Москву и другие города учиться в вузах.
Праправнучка Ивана Ивановича — известный общественный деятель, писатель, педагог, основатель педагогической династии Скрябиных — Пышкало известной в России,  Скрябина, Антонина Владимировна.

## Известные представители
- Тимофей Григорьевич Скряба Травин
- Скрябин, Андрей Фёдорович (Травин) — «дворовый сын боярский по Дорогобужу и Можайску» (1550), дозорщик Рязанского и Одоевского уездов (конец XVI века).
- Скрябин, Михаил  Фёдорович
- Скрябин, Фёдор Андреевич — сын боярский, московский дворянин (1627—1640), воевода: в Таре (1620—1622), Переяславль-Залесский (1627), показан в составе Боярской Думы (в разделе дворяне по уездам), владел поместьями в Суздальском, Московском и других уездах, объезжий голова в Москве, где имел собственный двор.
- Скрябин, Владимир Фёдорович — сын боярский, стольник патриарха Филарета (1627—1629), московский дворянин (1640—1677), воевода: в Корсуни, в Ливнах (1651—1674), царский посол в Швецию (1645), голова московских стрельцов (1660).
- Скрябин, Павел Михайлович — сын боярский, стряпчий (1658—1668), стольник (1680—1692), воевода: в Орле (1679), в Яренске (1679—1691), сборщик налогов в Алатырском уезде (1703), за службу пожалован обширным поместьем в Данковском уезде.
- Скрябин, Матвей Иванович — «галичский сын боярский», за службу вёрстан поместным и денежным окладом царём Фёдором Иоанновичем; имел сына Ивана, владеющим поместьями в Галичском уезде, которые унаследованы внуками: Танашом (Мироном), Сулешом (Фёдором) и Образцом Ивановичами.
- Скрябин, Родион Иванович — «русский витязь», сын боярский из Стародуба Северского, в 1613 г. с «сеунчем» (извещением о победе) у царя Михаила Фёдоровича, владел поместьем в Черниговской губернии.
- Скрябин, Родион Фёдорович — сын боярский из Стародуба Северского, воевода города Рославль (1611—1620), владел поместьем в Черниговской губернии.
- Скрябин, Родион Удинович (Иудинович, или Юдинович) — сын боярский, стряпчий (1676), московский дворянин (1679).
- Скрябин, Уда (Иуда или Юда) Товарищевич — сын боярский, стряпчий (1677), московский дворянин (1680—1692), воевода города Осы (1651), крупный помещик Арзамасского уезда.
- Скрябин, Иван Товарищевич — «сын боярский по Арзамасу» (1613), стрелецкий сотник (1618).
- Скрябин, Никита Фадеевич — сын боярский, стряпчий в Казани (1700), воевода «Расправных дел палаты» (городов : Казань, Пенза, Темников, начало XVIII века), крупный помещик Пензенского уезда.
- Скрябин Андрей Павлович — стольник царицы Прасковьи Фёдоровны (1686—1692).
- Скрябин Иван Андреевич — стряпчий (1692).
- Скрябин Прохор Михайлович — московский дворянин (1692)[4][7].
- Скрябин, Пётр Прохорович — московский дворянин, служил в штабе Петра I и Меншикова А. Д., участвовал в боевых операциях Устюжского драгунского полка, доставлял из Берлина письма Петра Великого к А. Д. Меншикову (1712), в отставке в чине майора (1740), имел двор в Москве и поместья в Московском, Пензенском, Арзамасском, Луховском и других уездах, его внуки и внучки унаследовали поместья в Белгородском и Суздальском уездах.
- Скрябин, Никифор Иванович (1801—1881) — потомственный дворянин, на военной службе (с 1820), отличился в Русско-турецкой войне (1828—1829), награждён знаком отличия Ордена Святого Георгия № 53211 «За штурм Варны в 1828 г.», полковник Роты дворцовых гренадер, управляющий Дворцов СПб., вышел в отставку в чине генерал-майора (1880), от супруги Марии Николаевны есть дети. Скончался (1881), похоронен на кладбище в Гатчине.
- Скрябин, Михаил Павлович (1836—1888) — потомственный дворянин, генерал-майор Генерального Штаба, кавалер многих орденов, военный писатель, преподаватель, один из организаторов Губернских статистических комитетов в России.
- Скрябина, Антонина  Владимировна.
- Скрябин, Александр Петрович (1798—1861) — московский дворянин, коллежский асессор, заседатель от московского дворянства, награды : Орден Святого Владимира 4-й степени (1848), Бронзовая медаль на дворянство (1817). Проживал в собственном доме с женой — Александрой Владимировной, детьми: Елизаветой и Петром, престарелой матерью — Елизаветой Егоровной и младшей сестрой Прасковьей (старшая — Екатерина отдана для обучения в Московское училище ордена св. Екатерины).
- Скрябин, Пётр Александрович (1828, Москва — 1871, Крестовский монастырь в Калуге) — капитан, Мировой судья, московский и калужский дворянин, за участие в боевых операциях награждён: Орденом Святого Станислава 3-й степени (1857), Серебряной Медалью «За усмирение Венгрии». Проживал с женой Аграфеной Ивановной и детьми в своём поместье в Перемышльском уезде, Калужской губернии, имел внуков и правнуков.

## Известные однофамильцы
- Род композитора А. Н. Скрябина не является древним и относится к родам, получившим за военный чин потомственное дворянство (прадед — Иван Алексеевич Скрябин, происходящий «из солдатских детей города Тулы», спустя десять лет после получения в 1809 году чина подпоручика вместе с сыном Александром вносится в родословную книгу дворян Санкт-Петербургской губернии; дед композитора — Александр Иванович — по полученному чину подполковника вносится в 1858 году во вторую часть родословной книги дворян Московской губернии). Братьев и двоюродных братьев у подполковника Александра Ивановича Скрябина не было. Согласно воспоминаниям двоюродного брата композитора — Аполлона Александровича Скрябина род «…начался от  татарина…», который служил опричником, затем — стольником и за службу был «жалован поместьем под фамилией Скрябин» (см. «Учёные записки Музея А. Н. Скрябина». М. 2002, выпуск № 4, с. 265).
- Скрябины с конца XVIII века до 1917 года подавали документы, получая отказ, или дворянство и заносились в разные части дворянских родословных книг (ДРК) по следующим губерниям:

Астраханская (1849-2 ч.); Воронежская (1875-3; 1882-3; 1911-3); Калужская(1866-3; 1875-3); Костромская (1856-6); Московская (1794-6; 1848-6; 1858-2; 1882-2; 1890-2; 1891-2; 1899-2; 1908-2);
Самарская (1855-2; 1867-2; 1896-2; 1904-2); Санкт-Петербургская (1818-2; 1819-2; 1850-2; 1876-2);
Симбирская (1792-6; 1846-6)(РГИА, ф. 1343, оп. 29, дд. № 3843-3855; оп. 36 ч. 1, дд. № 23027-23030; оп. 51, дд. № 244; 254; 607; 731).
- Род Скрябина (Молотова) Вячеслава Михайловича произошел от бывшего крепостного крестьянина Прохора Наумовича Скрябина, который приходился дедом знаменитому политическому деятелю.
- Род Скрябина Константина Ивановича (академика, основателя гельминтологии) происходит от инженера-путейца, тоже Константина Ивановича, который приходился дедом знаменитому академику. С 1905 г. состоял в законном браке с Елизаветой Михайловной Кутателадзе. Отец — Иван Константинович С., инженер-путеец; мать — немка Анна Христофоровна Келлерман, дочь немецкого агронома, выехавшего в Россию в царствование императора Александра I. Более далёкие предки академика были довольно богатыми петербургскими купцами и имели поместье.